# Gergely Márta
Korein Andorné Gergely Márta (eredeti neve: Lusztig Márta) (írói álnevei: Borbás György, Kevély Mihály) (Barcs, 1913. március 28. – Budapest, 1973. május 22.) magyar író, ifjúsági író, szerkesztő.

## Életpályája
Lusztig Adolf vendéglős és Neufeld Ilona gyermekeként született. Középiskolai tanulmányait Pécsett kezdte meg, de Ady Endre költészetének propagálása miatt eltávolították onnan. 1931-ben a fővárosba költözött, s az óbudai Goldberger Gyár szövőnője lett. 1934-ben Salakmosó című regényével megnyerte a Mikszáth regénypályázatot. Műveit a Népszava, Magyar Hírlap és az Új Idők közölte. A második világháborút követően az ifjúsági irodalommal foglalkozott. 1949–1956 között a Pajtás, 1956-tól 1968-ig a Kisdobos című gyermekújság szerkesztője volt.
Sírja a Farkasréti temetőben található.

## Művei
- A salakmosó (regény, 1934)
- Én, Máthé Erzsébet (regény, 1935)
- Szolgálni jobb (regény, 1936)
- Igazi, jó reklám (regény, 1937)
- Pillanatnyi elmezavar (regény, 1937)
- A szerelem gyermeke (regény, 1937)
- Tízéves találkozó (regény, 1937)
- "Elveszett egy drótszőrű" (regény, 1938)
- A házasság nem főnyeremény (regény, 1938)
- Koller úr válni akar (regény, 1938)
- Nem minden a diploma (regény, 1938)
- Téves kapcsolás (regény, 1938)
- Vígan megyünk tönkre (regény, 1938)
- Amit szabad Jupiternek (regény, 1939)
- Apám barátnője (regény, 1939)
- Éva betörőt fog (regény, 1939)
- Ember és úriember (regény, 1939)
- Gólyamese (regény, 1939)
- A gyilkosság árnyékában (regény, 1939)
- A gyilkosságra születni kell (regény, 1939)
- A megvásárolt ember (regény, 1939)
- Őstehetség kerestetik (regény, 1939)
- Szmokingban, mezítláb (regény, 1939)
- Anyakönyvi kivonat (regény, 1940)
- Beismerő vallomás (regény, 1940)
- Csak egy kislány (regény, 1940)
- A házmester beleszól (regény, 1940)
- Kettő szoba, hall (regény, 1940)
- A megbízható ember (regény, 1940)
- Milliós örökség (regény, 1940)
- Rossz pénz nem vész el (regény, 1940)
- Vasúti ismeretség (regény, 1940)
- Amiről nem szokás beszélni (regény, 1941)
- Az egyetlen tanú (regény, 1941)
- Az egyiknek sikerül (regény, 1941)
- Egyikünk fölösleges (regény, 1941)
- Félvér (regény, 1941)
- Földi paradicsom (regény, 1941)
- Jót akartam (regény, 1941)
- Magyarázni nem lehet (regény, 1941)
- Második nemzedék (regény, 1941)
- Miska és Mihály (regény, 1941)
- Vér nem válik vízzé (regény, 1941)
- 3 hamis tanú (regény, 1942)
- A szélhámos fia (regény, 1942)
- Az utolsó alkalom (regény, 1942)
- Az amerikai nagynéni (regény, 1942)
- Haragszom rád! (regény, 1943)
- Kassai gyors (regény, 1943)
- Miss Nihil (regény, 1943)
- A műtét sikerült (regény, 1943)
- Öt év próbaidő (regény, 1943)
- Szemtől-szembe (regény, 1943)
- Pénteken kezdődött (regény, 1943)
- Az egyetlen (regény, 1944)
- Apja lánya (kisregény, 1946)
- Meteor (regény, 1948)
- Zebulonból mackó lesz. Mackó bácsi legújabb utazása (mese, 1948)
- Karácsonyi segély (regény, 1950)
- Ne ölj (elbeszélés, 1950)
- Pattintó Antal (kisregény, 1950)
- Gyárváros, előre (ifjúsági regény, 1950)
- A mi tanítónk (ifjúsági regény, 1951)
- Úttörőbarátság (színmű, 1952)
- Elisa Branco kiáltása (elbeszélés, 1953)
- Kicsi a bors (ifjúsági regény, 1956)
- Az örökös (regény, 1957)
- Szöszi (ifjúsági regény, 1958)
- A mi lányunk (ifjúsági regény, 1959)
- Házasságból elégséges (regény, 1960)
- A füstréti Madonna (regény, 1962)
- Iskolatársak (ifjúsági regény, 1963)
- U-gu (gyermekregény, 1963)
- Sanyi (ifjúsági regény, 1966)
- Sárfényes (regény, 1966)
- Többsincs osztály (regény, 1968)
- Nehéz egyetem (regény, 1969)
- Teréz, a kedves halhatatlan (Brunszvik Teréz életregénye, 1972)

## Díjai, elismerései
- Mikszáth-díj (1934)
- Magyar Népköztársasági Érdemérem (1951)[8]
- József Attila-díj (1951, 1958)
- Munka Érdemrend arany fokozata (1971)[9]